# Pedro María Freites
Pour l’article homonyme, voir Pedro María Freites (municipalité).
Pedro María Freites, né Pedro María Freites del Bastardo, le 15 décembre 1790 à Barcelona (Venezuela) et mort fusillé le 7 mai 1817, est un militaire, combattant patriote au cours de la guerre d'indépendance du Venezuela. Il est gouverneur militaire de Barcelona quand a lieu le massacre de la Casa Fuerte le 7 avril 1817.

## Biographie
Il est fusillé sur la Plaza Bolívar à Caracas sur ordre du capitaine général Salvador de Moxó en accord avec le Dr Francisco Esteban Rivas.